# Чемошур (Игринский район)
Чемошур — деревня в Игринском районе Удмуртии.

## Общие сведения
Деревня расположена на берегу реки Лоза, в 14 км к югу от районного центра — посёлка Игра.

## Население
| 2010 | 2012 |
| ---- | ---- |
| 37   | →37  |

## Улицы[3]
- Заречная
- Молодёжная
- Труда
- Центральная
- Школьная